# Burgruine Rehberg

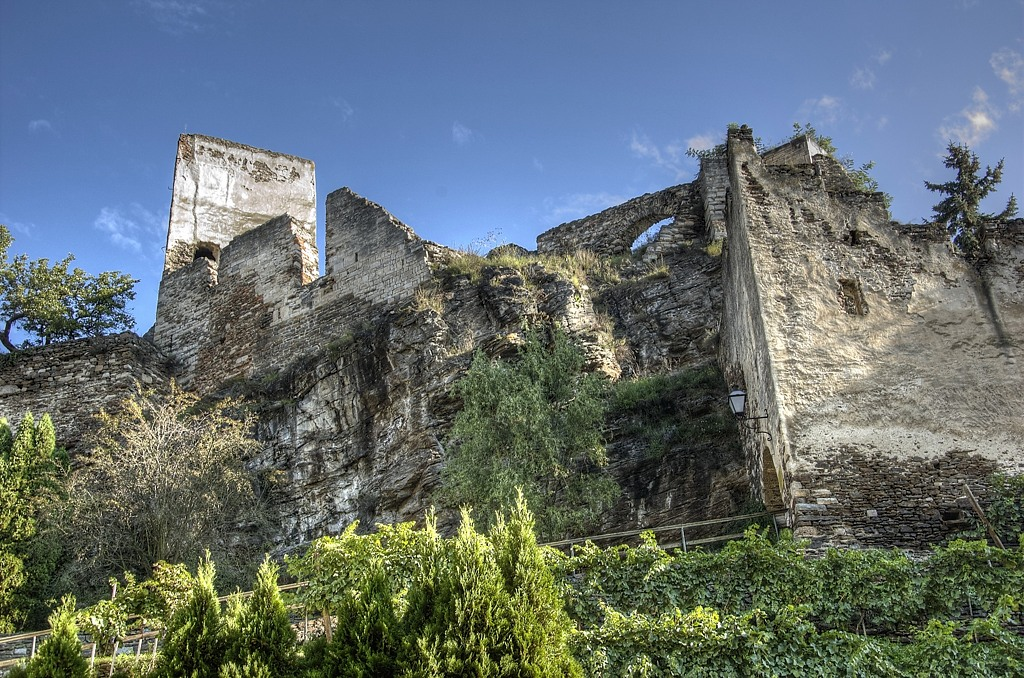
Ansicht der Burgruine von Süden (2013)

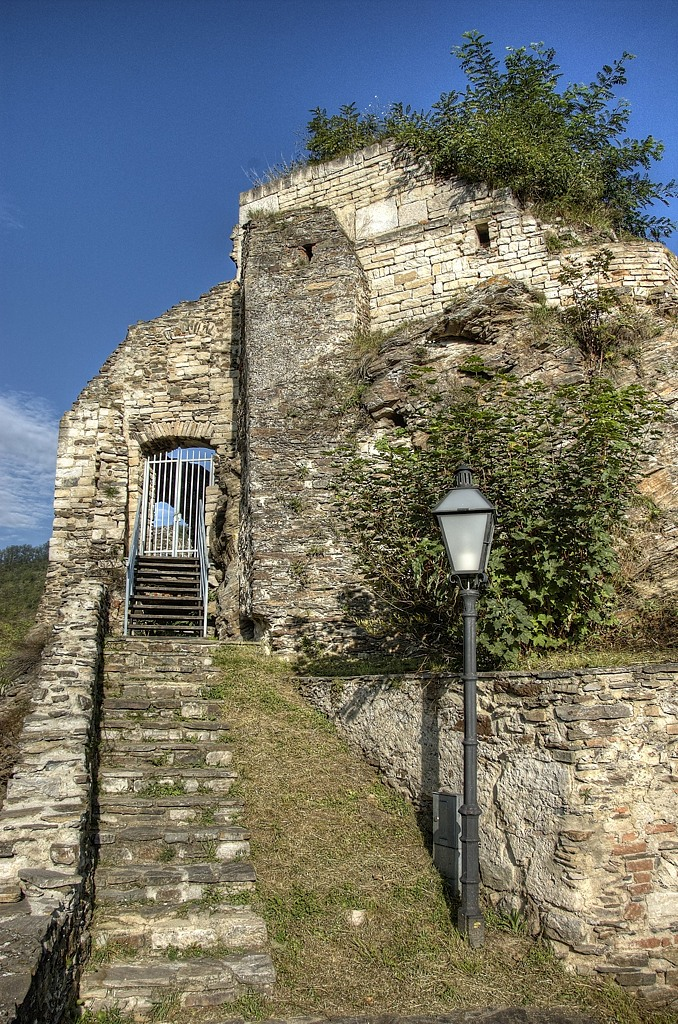
Blick gegen das Tor der Hochburg (2013)

Die Burgruine Rehberg ist die Ruine einer Spornburg am Zusammentreffen des Frauenbachtals mit dem Kremstal, oberhalb des Flusses Krems und des Dorfes Rehberg auf dem Gebiet der Stadtgemeinde Krems an der Donau in Niederösterreich.

## Geschichte
1141 werden ein Otto „de Lengenpach“ und seine Brüder „Hertuvicus de Rehperch“ und „Heidenricus de Purchstalle“ genannt. Nach dem Tod des letzten Lengenbachers, Otto IV. fiel die Herrschaft 1235 an die Babenberger. 1316 wird die Burgkirche als „chapelle ze Rechperch“ erwähnt.
In der ersten Hälfte des 14. Jahrhunderts war Rehberg Ausstattung der Agnes von Ungarn. Nach dem Tod Andreas III. von Ungarn erhält die Witwe Agnes – die Tochter Albrechts I. von Habsburg – Weitenegg, Rehberg und Persenbeug. Der Quellenlage zufolge bewohnt sie zeitweilig auch die Burg Rehberg. Nach deren Tod 1364 plante Rudolf IV. von Habsburg, Rehberg zur Dotation des Wiener Domkapitels zu St. Stephan zu verwenden, was jedoch (Rehberg galt damals als Reichslehen) nicht verwirklicht werden konnte. Rehberg wurde in der Folge von Burggrafen verwaltet und später zu Pfand ausgegeben, so 1410–1451 an die adelige Familie der Grabner; namentlich Jakob Grabner der Jüngere, Johann Grabner und Georg Grabner auf Joslowitz, welcher mit Einwilligung des Landesherren dieselbe den Brüdern Valentin und Ulrich von Eyczing und dem Georg Mühlwanger überließ (bis 1479). Kaiser Friedrich III. beauftragte schließlich die Stadt Krems, die Burg gegen diverse Privilegien für ihn einzulösen. Sie wurde nun durch landesfürstliche Pfleger verwaltet.
1501 verkaufte Kaiser Maximilian I. die Burg dem Hans von Sacher zu Weissenstein, 1520–1650 war sie im Besitz der protestantischen Familie Thonradl. Danach ging die Herrschaft durch Kauf an Ludwig Graf von Kuefstein über, der die unter den Vorbesitzern verwahrloste Burg zum Wohnschloss umbauen ließ. Ab 1688 begann mit David Ungnad von Weißenwolf ein rascher Besitzerwechsel, ihm folgten 1702 die Grafen Salburg, 1713 Johann Ernst von Glanz, 1715 Johann Georg Emanuel von Hoheneck und dessen Brüder, 1773 Johann Nepomuk Drexler, 1796 Vinzenz von Salzgeber, 1799 eine Freiin von Reichel und 1800 Graf von Falkenhayn. Dieser verkaufte das Schloss an die Gemeinde Rehberg, ab 1822 wurden Bauteile abgebrochen. Im Jahr 1847 folgten als Besitzer die Freiherren von Sina und 1884–1966 die Familie Gutmann.
Seither ist die Burgruine im Besitz des Vereins zur Förderung der Erneuerung von Krems. Die Burgkirche ist seit 1783 eine Filiale von Imbach.

## Baubeschreibung und Baugeschichte
Die Burgruine liegt auf dem spornartigen Ausläufer eines von Nordwesten gegen das Dorf ziehenden Höhenrückens, der mit Ausnahme der bergseitigen Geländebrücke mit felsigen Steilabbrüchen zum Ortsteil Alt-Rehberg abfällt. Auf der südöstlich tieferen Terrasse des Sporns steht die Filialkirche zu Ehren des Hl. Johannes.